# 漢中城固空港
漢中城固空港（かんちゅうじょうこくうこう、中国語: 汉中城固机场、英語: Hanzhong Chenggu Airport）は中華人民共和国陝西省城固県にある軍民共用空港。城固空軍基地（英語: Chenggu Air Base）とも呼ばれる。 
元々は軍用飛行場だったが、漢中市内中心部にあり、拡張が困難だった漢中西関空港の代替として軍民共用に転換した。
旅客ターミナルは2011年に5億8,000万元の投資と共に建設が開始され、2014年8月13日に開港した。
軍用輸送機や特殊作戦機の製造を手掛ける陝西飛機工業公司の拠点があり、工場が隣接している。

## 施設
旅客ターミナルは既存の滑走路の南側に建設されており、ボーイング737やエアバスA320に対応できるスポットが5カ所ある。

## 航空会社と就航地
| 航空会社     | 就航地           |
| ------------ | ---------------- |
| 華夏航空     | 貴陽, 武漢       |
| 中国聯合航空 | 北京(大興), 温州 |
| 多彩貴州航空 | 貴陽, 南通       |
| 海南航空     | 広州, 杭州, 深圳 |
| 吉祥航空     | 上海(浦東)       |
| 昆明航空     | 昆明, 楡林       |
| ウルムチ航空 | 南京, ウルムチ   |